# Echte Gooische meisjes
Echte Gooische meisjes is een Nederlandse realityserie die tussen oktober 2008 en mei 2010 werd uitgezonden door RTL 5. De serie bestond uit twee seizoenen en een totaal van zeventien afleveringen. In 2020 werd het programma bij Videoland opgevolgd door de serie Echte Gooische moeders.

## Format
In het programma werden de levens van vijf jonge vrouwen gevolgd die opgroeien in Het Gooi, de zogeheten Gooische meisjes. De serie geeft een exclusief kijkje in het leven van de vijf meiden uit Het Gooi. Riante villa's, dure auto's en verre vakanties zijn normale zaken in de levens van Bo, Pauline, Kimberly, Florine en Leslie. De camera volgt het vijftal op de voet tijdens hun gezamenlijke etentjes, de borrels, het winkelen en in de sportschool.
Voor het tweede seizoen keerde enkel Florine niet terug, in plaats van haar leven zien de kijkers nu de belevenissen van drie nieuwe Gooische meisjes: Nathalie, Stephanie en Renée, naast de andere vier uit seizoen 1. Nathalie was eerder ook in het eerste seizoen te zien als bijrol.

## Seizoensoverzicht
| Seizoen | Aantal afleveringen | Start seizoen   | Einde seizoen   |
| ------- | ------------------- | --------------- | --------------- |
| 1       | 8                   | 16 oktober 2008 | 4 december 2008 |
| 2       | 9                   | 4 april 2010    | 27 mei 2010     |

## Achtergrond
Na het succesvolle Desperate Housewives, kwam Nederland met het antwoord Gooische Vrouwen. Waarop de realityshow The Real Housewives of Orange County kwam wat de start was van de The Real Housewives franchise. Mede door dit succes wou RTL ook hierop een eigen variant maken en kwam in eerste instantie met Echte Gooische vrouwen, maar konden geen interessante vrouwen vinden die deze serie wilden maken. Waarop ze uiteindelijk verder gingen met meisjes in plaats van vrouwen van middelbare leeftijd.
In de zomer van 2008 maakte televisiezender RTL 5 bekend dat ze dit programma aan het ontwikkelen waren met een verwachte uitzenddatum in hetzelfde najaar. Het programma zou oorspronkelijk draaien om de levens van zes Gooische meisjes, het zesde genoemde Gooische meisje verscheen echter nooit in de uiteindelijke serie. Het eerste seizoen van de serie werd geproduceerd door Eyeworks; dit seizoen ging op donderdag 16 oktober 2008 van start bij RTL 5 en bestond uit een totaal van acht afleveringen. De eerste aflevering werd door 707.000 kijkers bekeken. Wegens de positieve reacties op het eerste seizoen van Echte Gooische meisjes werd besloten een spin-off-serie op te nemen die uitgezonden werd onder de naam Echte Gooische meisjes in de bijstand. Deze spin-off werd niet door Eyeworks geproduceerd maar door Talpa Producties.
Het eerste seizoen werd op 4 december 2008 tevens op dvd uitgebracht. Op 4 april 2010 keerde het programma terug voor een tweede seizoen; hierbij verliet één vast 'Gooisch meisje' de serie en werd vervangen door drie nieuwe meisjes. Het tweede seizoen bestond uit een totaal van negen afleveringen en eindigde op 27 mei 2010.
De serie werd ruim tien jaar later opgevolgd door de Videoland-serie Echte Gooische moeders.

## Spin-offs

### Echte Gooische meisjes in de bijstand
In 2009 verschenen de vijf 'Gooische meisjes' met hun eerste spin-off-serie onder de naam Echte Gooische meisjes in de bijstand. In de serie gingen de vijf 'Gooische meisjes' samen een maand in de bijstand leven. De serie ging op 26 april 2009 van start bij RTL 5.

### Echte Gooische moeders
In 2020 keerden de vijf originele 'Gooische meisjes', na ruim tien jaar nadat de originele serie beëindigd was, terug met een nieuwe serie onder de naam Echte Gooische moeders. In de serie worden de vijf oorspronkelijke 'Gooische meisjes' gevolgd die inmiddels allemaal moeder zijn geworden. De serie ging op 4 november 2020 van start bij streamingdienst Videoland en werd met meerdere seizoenen en specials verlengd.